# Loot
Loot é uma série de televisão de comédia estadunidense criada por Matt Hubbard e Alan Yang. Seu lançamento ocorreu em 24 de junho de 2022, na plataforma de streaming Apple TV+. Estrelada por Maya Rudolph, Michaela Jaé Rodriguez, Joel Kim Booster, Ron Funches e Nat Faxon, a obra recebeu críticas positivas. Em julho de 2022, a série foi renovada para uma segunda temporada.

## Enredo
Após 20 anos de casamento, Molly Wells se divorcia de seu marido bilionário da tecnologia e começa uma farra pelo mundo com sua recém adquirida fortuna de US$ 87 bilhões, terminando em uma crise existencial de meia-idade para a ex "Sra. Novak". Ela, então, decide se envolver novamente com a fundação de caridade que fundou em uma farra anterior enquanto era a terceira mulher mais rica do mundo, e se reconectar com o mundo real, encontrando-se ao longo do caminho.

## Elenco e personagens

### Principal
- Maya Rudolph como Molly Novak
- Michaela Jaé Rodriguez como Sofia Salinas
- Joel Kim Booster como Nicholas
- Ron Funches como Howard
- Nat Faxon como Arthur

### Recorrente
- Adam Scott como John Novak
- Meagen Fay como Rhonda
- Stephanie Styles como Ainsley
- Olivier Martinez como Jean-Pierre

### Convidado
- Seal como ele mesmo
- David Chang como ele mesmo
- Dylan Gelula como Hailey
- Caitlin Reilly as Jacinda
- Sean Evans as himself
- Brendan Scannell como Paul
- George Wyner como Martin Streibler
- Kym Whitley como Renee
- GaTa como ela mesma

## Produção
Em março de 2021, foi anunciado que o Apple TV+ havia encomendado uma série de comédia, ainda sem título definido, criada por Matt Hubbard e Alan Yang e estrelada por Maya Rudolph. Em maio do mesmo ano, Michaela Jaé Rodriguez foi escalada para o elenco; Joel Kim Booster entrou em julho. Olivier Martinez foi escalado para um papel recorrente em novembro. Nat Faxon e Ron Funches foram revelados como parte do elenco principal nas primeiras imagens divulgadas da série. As filmagens começaram em 6 de setembro de 2021. Em 11 de julho de 2022, o Apple TV+ renovou a série para uma segunda temporada. Em 5 de maio de 2023, foi relatado que a produção da segunda temporada havia sido encerrada devido à greve dos roteiristas, sem clareza de retorno.

## Lançamento
O lançamento da série ocorreu em 24 de junho de 2022, originalmente no Apple TV+.

## Recepção
No agregador de avaliações Rotten Tomatoes, a primeira temporada de Loot possui 83% de aprovação baseada em 54 avaliações de críticos. No Metacritic, a série possui 65/100 de aprovação, com base em 22 avaliações críticas, indicando "análises geralmente positivas". Espectadores da obra perceberam similaridades entre o roteiro de Loot e todo o imbróglio da separação do bilionário Jeff Bezos e MacKenzie Scott.